# B2C
Pojam B2C, odnosno Business-to-consumer (engl.) podrazumijeva poslovanje organizacije s krajnjim korisnicima. Prodaja roba ili usluga krajnjim korisnicima preko Interneta osnovna je odlika B2C ekonomije. 

## Obilježja
Mnoge su kompanije na svojim web stranicama uspostavile automatizirane on-line trgovine, gdje kupci, uz korištenje kreditne kartice, mogu naručiti i platiti traženu robu. B2C obilježava prodaja putem elektroničkog kataloga. Stavljanje kataloga na Internet otvara mogućnosti globalne distribucije.

## Prednosti
Prednosti ovakvog načina kupovine vidljive su na prvi pogled jer: štede vrijeme, nude mnogo veći izbor i zahtijevaju manje vremena za istraživanje alternativa. Nerijetko, on-line kupovina direktno štedi i novac jer su cijene na mnogim on-line trgovinama nešto niže nego cijene iste robe u klasičnim trgovinama. Ukidanje posredničkih koraka u lancu vrijednosti na način da se prodaje izravno kupcu može značajno sniziti troškove nabavne transakcije. 